# Ilunda
Ilunda ist ein ländlicher Verwaltungsbezirk (englisch Ward) des Distrikts Mkalama in der tansanischen Region Singida.

## Geografie
Ilunda ist ein Bezirk im nördlichen Zentralteil von Tansania etwa 50 Kilometer Luftlinie nördlich der Regionshauptstadt Singida. Bei der Volkszählung 2022 lebten 14.764 Menschen in 3418 Haushalten auf einer Fläche von 107 Quadratkilometern.
Der Bezirk grenzt im Osten an den Distrikt Hanang in der Region Singida und sonst an fünf Bezirke des Distrikts Mkalama:
|            | Nduguti                                     | Mwanga |
| Kinyangiri | Kompassrose, die auf Nachbargemeinden zeigt | Hanang |
| Kikhonda   | Kinampundu                                  |        |

## Gliederung
Der Bezirk besteht aus drei Gemeinden (swahili Mtaa) mit 15 Orten (Kitongoji):
| Nkungi - Bwawani Beach - Uwanja Wa Ndege - Kidogwi - Madada - Msagala - Kililiga | Ilunda - Mtundua - Nkulusi - Ilunda - Kinamakala - Magueyambi - Zinzilu | Asanja - Gidareri - Majengo Mapya - Sururaji |

## Infrastruktur
- Bildung: Im Bezirk liegen zwei weiterführende Schulen.[7] Die Gunda Secondary School ist eine staatliche Schule für Tages- und Internatsschüler, die Iambi Secondary School wird von der evangelischen Kirche geleitet und ist eine reine Internatsschule. Beide bieten eine Ausbildung bis zur 4. Stufe an.[8][9]
- Gesundheit: In der Gemeinde Msiu liegt eine staatliche Apotheke.[10]

## Felsmalereien
Im Dorf Ilunda befinden sich Felsmalereien von Giraffen und Kudus. In der Umgebung wurden auch anthropomorphe Gegenstände gefunden.